# Microstylum proclive
Microstylum proclive är en tvåvingeart som först beskrevs av Walker 1860. Microstylum proclive ingår i släktet Microstylum och familjen rovflugor.
Artens utbredningsområde är Myanmar. Inga underarter finns listade i Catalogue of Life.